# はたゆりこ
はた ゆりこ（4月19日 - ）は、日本の女性シンガーソングライター、タレント。

## 沿革
埼玉県入間市出身。東京純心女子中学校・高等学校卒業。早稲田大学政治経済学部卒業後、タレントや歌手、モデル等として活動を始める。フジテレビのめざましテレビ内のコーナー「めざましプレゼント」にレギュラーMCとして出演（ - 2014年）。
2013年7月7日にシングル「祈り」で歌手デビューを果たした。
2015年11月、東京司法書士会の初代親善大使に起用される。
2016年5月18日、クラウドファンディングで製作費を募り、念願の初のフルアルバム「Grateful Days」を発売。
初アルバムの制作を機に作詞作曲も始め、人の心に響く歌を届けることをモットーに、主に都内のライブハウスを中心に、音楽活動を行っている。
2017年9月30日、ミャンマーのアーティストKyar PaukとのコラボレーションCD「美しい月」を発売。
2018年4月より飯能日高テレビにて、番組キャスターとして出演。
2018年9月22日に秋の全国交通安全運動の一環として、一日所沢警察署長を務めた
。
2018年9月30日に初のワンマンライブを 四谷天窓.comfortにて開催した。

## ディスコグラフィー

### シングル
「祈り」 （2013年7月7日発売）全曲　作詞作曲　宇野豪佑
1. 祈り
2. 何万回もキスをしよう
3. 夜 - acoustic ver. -

「美しい月」（2017年9月30日発売）全曲　日本語詞　はたゆりこ　作曲編曲　Kyar Pauk
1. 美しい月
2. 君といた夏
3. Let me  -その他各曲のInsrumentalを収録-

「大切な人」（2018年9月30日数量限定販売）
1. 大切な人 作詞作曲 はたゆりこ 編曲 中原裕章
2. ありがとうが溢れている REMIX 作詞作曲 はたゆりこ、バイオリン Songil Choi

「輝ける場所」（2019年11月23日発売）
1. 輝ける場所　　作詞作曲　はたゆりこ
2. Neverland　   作詞作曲　宇野豪佑
3. 星へと続く道  作詞作曲　はたゆりこ  -その他各曲のInsrumentalを収録-

「思い出は水彩画」（2021年1月23日発売）
1. 思い出は水彩画　 作詞作曲　はたゆりこ
2. ラッシュライフ　 作詞作曲　はたゆりこ
3. 光　　　　　       作詞作曲　はたゆりこ -その他各曲のInsrumentalを収録-

「ラストサマーフィルム」（2022年6月1日配信リリース）
1. ラストサマーフィルム　 作詞作曲　はたゆりこ（映画『ラストサマーウォーズ』主題歌）

### アルバム
「Gateful Days」（2016年5月18日発売）
1. ラブソング 作詞作曲　宇野豪佑
2. 何万回もキスをしよう（Album Mix）作詞作曲　宇野豪佑
3. ありがとうが溢れている 作詞作曲　はたゆりこ
4. スカイブルーデイズ　作詞作曲　はたゆりこ
5. ポトス　作詞作曲　宇野豪佑
6. 夜（Piano version）　作詞作曲　宇野豪佑
7. パレット　作詞作曲　舞子
8. 発車のベルが鳴り終わる前に　作詞作曲　はたゆりこ
9. ふゆのうた　作詞作曲　舞子
10. 祈り（Album Mix）作詞作曲　宇野豪佑

「Hikari」（2024年3月8日発売）
1. 優しい世界へ 作詞作曲　はたゆりこ
2. ラストサマーフィルム　作詞作曲　はたゆりこ
3. 思い出は水彩画 作詞作曲　はたゆりこ
4. 光　作詞作曲　はたゆりこ
5. 輝ける場所　作詞作曲　はたゆりこ
6. 走れ（Album Mix）　作詞作曲　はたゆりこ
7. ラッシュライフ　作詞作曲　はたゆりこ
8. Neverland　作詞作曲　宇野豪佑
9. 大正解　作詞作曲　はたゆりこ
10. 星へと続く道　作詞作曲　はたゆりこ
11. 幸せの輪　作詞作曲　はたゆりこ
12. 流れ星　作詞作曲　はたゆりこ

### 楽曲提供
日向坂46 8thシングル「月と星が踊るMidnight」通常版収録

「一生一度の夏」（2022年10月26日発売）

　作詞：秋元康

　作曲：はたゆりこ、野口大志

　編曲：野口大志

### 写真集
- 「はたゆりこ １st フォトブック」
- 「はたゆりこ 2ndフォトブック」2017年12月